# Oligolimnia zernyi
Oligolimnia zernyi är en tvåvingeart som beskrevs av Mayer 1953. Oligolimnia zernyi ingår i släktet Oligolimnia och familjen kärrflugor.
Artens utbredningsområde är Marocko. Inga underarter finns listade i Catalogue of Life.